# Regina Horta Duarte
Regina Horta Duarte é uma historiadora e professora brasileira, atualmente ligada à Universidade Federal de Minas Gerais, reconhecida na área da História Ambiental. Foi uma das fundadoras da Sociedade Latino Americana Y Caribeña de Historia Ambiental (SOLCHA) e eleita para sua primeira Junta Diretiva.

## Carreira acadêmica
Regina Horta Duarte cresceu na região leste de Belo Horizonte. Por ter convivido com a mineração da Serra do Curral, se interessou pelo tema da natureza urbana desde cedo. Na sua graduação em História, estudou o anarquismo, ao ler autores como Éliséee Reclus, Piotr Kropotkin e Tolstoy. Descobriu a área da história ambiental na qual pesquisou e escreveu sobre a colonização do Vale do Mucuri, em Minas Gerais.[carece de fontes?]
Regina graduou-se em História pela Universidade Federal de Minas Gerais, em 1985. Seu mestrado teve como foco o anarquismo no Brasil (área história política), publicando o livro: A imagem rebelde (1991). No doutorado, estudou circo e teatro no Brasil na segunda metade do século XIX. Tem experiência nas áreas de História do Brasil Império e República, História e Natureza, e História da Biologia na Primeira República. Participou da fundação da Sociedade Latino Americana Y Caribeña de Historia Ambiental (SOLCHA) e no momento presente atua como professora titular na Universidade Federal de Minas Gerais.
Ao longo de sua trajetória, se envolveu com diversas pesquisas científicas, destacando seu trabalho sobre Biologia e Sociedade no Brasil da primeira metade do século XX, realizado entre 2000 e 2016, intitulado A Biologia Militante; sua pesquisa sobre os primeiros zoológicos na América Latina (1875-1939) e suas relações com a história ambiental, social e urbana das cidades onde estão localizados; um programa chamado As Quatro Estações, produzidos pela Rádio Educativa UFMG e hoje disponíveis  podcasts no Youtube. Mais recentemente, Regina Duarte é coordenadora o Centro de Estudos Sobre os Animais (CEA), da UFMG, que trata da história dos animais não-humanos e suas relações com os animais humanos.

## Principais Estudos
Entre suas muitas áreas de atuação como historiadora, Regina Horta Duarte é conhecida por suas produções no campo da História Ambiental. Merecendo destaque em seu livro "História & Natureza", de 2005, no qual a autora reflete sobre as relações entre ser humano e natureza ao longo do tempo e na historiografia, de maneira didática e sem reducionismos. Duarte propõe pensar as dimensões que essa área de estudo pode abranger, colocando a História Ambiental como a História da humanidade e extrapolando o debate ligado apenas à era do capitalismo.
O primeiro capítulo do livro é uma introdução sobre o surgimento do assunto “meio ambiente” no contemporâneo, e a contradição da sociedade ao escolher o tema como um dos principais, ao mesmo tempo em que uma nova era de consumo de bens cresce.
No segundo capítulo, a historiadora desmistifica as relações entre homem e natureza, pensados separadamente, através de reflexões sobre a ideia do ser humano como essencialmente predador e destruidor, ou do mito dos povos indígenas como seres em plena harmonia com o meio ambiente. Ela apresenta estudos sobre as concepções de natureza no imaginário ocidental, pensando também sobre essas construções na história do Brasil.
No terceiro e último capítulo, a historiadora apresenta uma reflexão sobre a existência de uma pluralidade de interações entre o meio ambiente e a sociedade, especialmente a partir da questão da mutualidade ou não dessas interações, como se o ser humano dependesse da Terra mas ela não dependesse dele. Ela reflete sobre como a Natureza pode ser um conjunto de sentidos construídos por nós enquanto refletimos sobre a mesma. Essas ideias fazem parte de concepções culturais que se emaranham e transformam com o tempo. Ademais, destaca as abundantes ideias sobre a natureza, por vezes considerada um Éden, apresentada como um bem comercial, como meio de turismo ecológico, entre outros desdobramentos. Duarte expõe também sobre uma História Ambiental que se apresenta desde o período colonial do Brasil, construída por autores como Capistrano de Abreu, Caio Prado Júnior e Sergio Buarque de Holanda, indo além de uma ideia esquematizada da disciplina calcada por autores norte-americanos. Nesse sentido, a História Ambiental não seria uma preocupação tão nova entre os historiadores.
Em dezembro de 2023, publicou 57 artigos acadêmicos, 20 matérias em jornais e revistas, 15 trabalhos em eventos acadêmicos e outras 90 produções de outros gêneros; além de ter produzido 6 trabalhos técnicos (como pareceres e assessoramentos) e de ter orientado 27 mestrados, 16 doutorados, 8 pós-doutorados e outras 42 pesquisas de diferentes tipos. Foi residente do Instituto de Estudos Avançados Transdisciplinares da UFMG entre 01/03/2008 e 28/02/2009, tendo realizado pesquisa intitulada "O Museu Nacional e as práticas científicas no Brasil (1911-1945)".
 

Em 2021, foi editora convidada, em parceria com Gabriel Lopes (Casa de Oswaldo Cruz/Fiocruz), Natascha Stefania Carvalho De Ostos (Instituto René Rachou/Fiocruz) e Nelson Aprobato Filho (Universidade de São Paulo), do suplemento "Reciprocidades em desequilíbrio: história das relações entre animais", publicado no periódico História, Ciências, Saúde - Manguinhos. A carta dos editores destaca a importância de um olhar específico sobre a história dos animais:
| “                                                                                                | Não há uma publicação coletiva que circule como uma espécie de pedra fundadora ou ato inaugurador dessa promissora área de interesse. Nosso intento é o de “botar esse bloco na rua” da historiografia feita no Brasil, lembrando aqui os versos da música de Sérgio Sampaio. | ” |
| — Regina Horta Duarte; Gabriel Lopes; Natascha Stefania Carvalho De Ostos; Nelson Aprobato Filho | |   |

## Prêmios
- 2020 - Festival Internacional de Cinema de Arquivo, na categoria "Melhor filme Juri Popular", pelo filme Cartografias não humanas, em co-autoria com Bruna Pessoa (Arquivo Nacional)[1][2][3]
- 2018 - Menção Honrosa, Prêmio Sociedade Brasileira de História da Ciência (SBHC), categoria Melhor Dissertação; pela orientação da dissertação de Lucas Madsen da Silveira[4]
- 2016 - Grande Prêmio UFMG de Teses 2015, nas Áreas de Humanas, Ciências Sociais Aplicadas e Lingüística, Letras e Artes; pela orientação da tese de Natascha Stefania Carvalho de Ostos[5]
- 2016 - Menção Honrosa no Prêmio Sociedade Brasileira de História da Ciência (SBHC), categoria Melhor Dissertação, pela orientação da dissertação de Aline de Castro Lemos[6]
- 2011 - Menção Honrosa, Prêmio Thomas Skidmore, Brazilian Studies Association (Brasa) / Arquivo Nacional, pelo livro "A Biologia Militante"[7]
- 2009 - Prêmio UFMG de Teses 2009, pela orientação da Melhor Tese do Programa de Pós-Graduação em História UFMG[8]
- 2007 - John D. Wirth Travel Grant - Annual Meeting in Baton Rouge, da The American Society for Environmental History.
- 2007 - Prêmio UFMG de Teses 2007, pela orientação da Melhor Tese do Programa de Pós-Graduação em História, UFMG[9]
- 1989 - Prêmio Literário Nacional, na categoria História, por "A Imagem Rebelde"[10]

## Obras
Dentre suas obras, estão:
- 2018 - Noites Circenses (Fino Traço) ISBN 978-8580543889
- 2016 - Activist Biology: The National Museum, Politics, and Nation Building in Brazil (University of Arizona Press) ISBN 978-0816532018
- 2012 - Barth e a ilha da Trindade, 1957-1959[13]
- 2010 - A Biologia Militante: o Museu Nacional, especialização científica, divulgação do conhecimento e práticas políticas no Brasil, 1926-1945 (Editora UFMG) ISBN  978-8570418609
- 2009 - Cidade Universitária: história e natureza (Editora da UFMG) ISBN 978-8570417800
- 2008 - Varia Historia, n. 39, Dossiê História Ambiental e Cultura da Natureza (Segrac/PósGraduação em História UFMG)[14]
- 2008 - História e cultura da Natureza (Maria Fumaça Editora)
- 2005 - Varia Historia, n. 33, Dossiê História Ambiental (feita) na América Latina (UFMG)[14]
- 2005 - História e natureza (Autêntica) ISBN 978-8575261590
- 2002 - Varia História, n. 26, Dossiê História e Natureza (Departamento de História/UFMG)[14]
- 2002 - Notícia sobre os selvagens do Mucuri (Editora da UFMG) ISBN 978-8570412904
- 1995 - Noites Circenses - espetáculos de circo e teatro em Minas Gerais no século XIX (Editora da UNICAMP)
- 1991 - A Imagem Rebelde (Pontes) ISBN 978-8571130548